# Chiesa di Santa Margherita (Pandino)
La chiesa di Santa Margherita Vergine e Martire è la parrocchiale di Pandino, in provincia e diocesi di Cremona; fa parte della zona pastorale 1.

## Storia
La prima citazione di una chiesa a Pandino risale al 1144 ed è da ricercare in un atto nel quale si legge che essa dipendeva dalla pieve di Rivolta d'Adda.
Nel 1601 il vescovo di Cremona Cesare Speciano, compiendo la sua visita pastorale, annotò che il numero dei fedeli era pari a 1000 unità, che la chiesa, facente parte del vicariato foraneo di Rivolta d'Adda, aveva sussidiarie la cappella di San Pietro, il santuario di Santa Maria del Tommasone e l'oratorio di Santa Marta, che al suo interno avevano sede le scuole del Santissimo Sacramento e del Santissimo Rosario e che a servizio della cura d'anime erano preposti il parroco e due sacerdoti coadiutori.
La prima pietra della nuova parrocchiale venne posta nel 1783; l'edificio, voluto dall'allora parroco don Francesco Maria Zanenga e disegnato da Carlo Felice Soave, fu portato a termine tra il 1791 e il 1792.
Nel 1786 risultava che il reddito era pari a 36,5 lire e due i parrocchiani erano 1355, saliti prima 1500 nel 1809.

## Descrizione

### Facciata
La facciata della chiesa a a capanna, è scandita da otto semicolonne dotate di capitelli corinzi; negli intercolumni si aprono quattro nicchie contenenti altrettante statue e due finestre.
A coronare la struttura è il timpano di forma triangolare, ai lati e sopra del quale vi sono tre statue.

### Interno
L'interno si compone di un'unica navata; opere di pregio qui conservate sono i dipinti della cupola raffiguranti il Cammino di Cristo sulle acque, l'Esaltazione dell'Eucaristia e la Glorificazione di santa Margherita e quelli dei pennacchi, con i Profeti e con gli Evangelisti, la pala raffigurante  la Santissima Trinità con santa Margherita e i confratelli della congregazione, eseguita nel 1856 da Marcantonio Mainardi, l'altare in marmo risalente alla fine del XVIII secolo, la tela con l'Assunzione della Vergine Maria, dipinta nel 1599 da Andrea Mainardi, il quale realizzò anche la pala avente come soggetto la Vergine Maria in trono con il Bambino Gesù e le sante Marta e Margherita, e la settecentesca Via Crucis di Federico Ferrario.